# Dave Ewing
Dave Ewing, conocido con el apodo de «Bug», (Logierait, Perthshire, Escocia, 10 de mayo de 1929 - julio de 1999) fue un jugador y entrenador de fútbol británico que se desempeñaba en la posición de mediocentro defensivo. Jugó tanto en el Manchester City como en el Crewe Alexandra y entrenó al Hibernian durante un breve período de tiempo.

## Carrera
Ewing nació en la localidad escocesa de Logierait, situada en el condado de Perthshire, en el mes de mayo de 1929. Se formó en las filas de los Luncarty Juniors. El Manchester City lo avistó y el jugador firmó un contrato con los mancunianos el 10 de junio de 1949. Sin embargo, no debutó con el primer equipo hasta cuatro años más tarde, en un derbi contra el Manchester United disputado el 3 de enero de 1953. En total, disputó un total de 243 encuentros con el City, en los que consiguió anotar un tanto.
Ewing jugó las finales de la FA Cup de los años 1955 y 1956. En la primera de ellas, el City cayó derrotado por 3-1 frente al Newcastle United, pero en la siguiente edición, los de Mánchester se hicieron con el trofeo tras vencer al Birmingham City. Este encuentro, famoso por la heroicidad del portero Bert Trautmann, quien finalizó el encuentro a pesar de tener el cuello roto, acabó también con un marcador de 3-1. En esta final, ante las dificultades de su portero, Dave tuvo que salvar una gran cantidad de ocasiones claras. Ewing estableció el récord de goles encajados en propia puerta por un jugador del Manchester City, con diez tantos.
Su etapa en el Manchester City finalizó con su fichaje por el Crewe Alexandra al final de la temporada 1961-62. Disputó un total de dos temporadas con el conjunto de Cheshire, disputando 48 partidos. En el verano de 1964, fue traspasado al Asthon United Football Club. Disputó una temporada más con este equipo en la liga de las Midlands y, al concluir esta, se retiró.
Ewing regresó más tarde al Manchester City, en el que se hizo con un puesto en el equipo técnico. Estuvo en el equipo mancuniano hasta 1970 y, más tarde, trabajó para los equipos técnicos de Sheffield Wednesday, Bradford City y Crystal Palace. En la temporada 1970-71 asumió el cargo de entrenador del Hibernian. No obstante, fue en el City, equipo al que regresó nuevamente en 1973, en el que Ewing tuvo más éxito en un puesto técnico, ya que consiguió ganar con el equipo de reservas su primera Central League, además de lograr que varios jugadores disfrutaran de la oportunidad de jugar con el primer equipo.
Ewing falleció en julio de 1999, a los 70 años de edad.

### Trayectoria

#### Como jugador
| Club                  | País       | Temporadas | Partidos | Goles |
| --------------------- | ---------- | ---------- | -------- | ----- |
| Manchester City F. C. | Inglaterra | 1952-1962  | 279      | 1     |
| Crewe Alexandra F. C. | Inglaterra | 1962-1964  | 48       | 0     |
| Ashton United F. C.   | Inglaterra | 1964-1965  | —        | —     |

#### Como entrenador
| Club            | País    | Temporadas |
| --------------- | ------- | ---------- |
| Hibernian F. C. | Escocia | 1970-1971  |

## Palmarés

### Como jugador
Manchester City F. C.
- Campeón de la FA Cup 1955-56.

### Citas
1. 1 2 3  Leo Fewtrell. «Dave Ewing» (en inglés). Manchester City Supporters' Homepage. Consultado el 21 de diciembre de 2014.
2. ↑  Penney, 1995, p. 65.
3. ↑  Wallace, 2007, p. 206.